# Ferrimagnetism

Ferrimagnetisk ordning

Ferrimagnetism är en typ av magnetism som uppvisas av vissa material, till exempel ferriter. Det kännetecknas av att det finns (minst) två (oftast antiparallella) ferromagnetiska substrukturer med magnetiska moment av olika magnituder. Detta gör att ett makroskopiskt netto-moment bevaras i materialet. Detta i motsats till antiferromagnetism där substrukturerna har samma magnetiska moment och därför tar ut varandra - inget makroskopiskt moment kan påvisas.
Det finns - i analogi till ferromagnetism - en maximal temperatur under vilken ferrimagnetisk ordning kan uppstå i dessa material.